# Roger Béteille (écrivain)
Pour les articles homonymes, voir Roger Béteille (homonymie) et Béteille.
Roger Béteille est un géographe et romancier français né le 31 octobre 1938 à Cabanès dans l'Aveyron.

## Biographie
Né en 1938, il passe son enfance dans le Rouergue, dans un milieu rural.
Il part faire ses études d’Histoire et Géographie à Montpellier et à Toulouse, où il obtient son doctorat ainsi que l’agrégation de Géographie. Il devient professeur aux lycées de Montauban et de Rodez, puis professeur à l’Université de Poitiers au sein de la chaire de géographie humaine.
Il est président de la Société des lettres, sciences et arts de l'Aveyron de 2004 à 2009. Il est membre du Comité national d’histoire de l’Agriculture et professeur honoraire de l’université de Poitiers.

### Le géographe
Roger Béteille, orienté vers la géographie humaine et sociale, a particulièrement exploré deux domaines : la connaissance des migrations intérieures françaises et celle du milieu rural.
Dans le premier champ de recherche sa thèse sur les Aveyronnais. L'espace humain et l'émigration a constitué une novation par l'attention portée aux faits de relations sociales entre zone de départ et communautés urbaines de migrants, avec une théorisation de la notion de « champ migratoire ».
Puis, la géographie rurale a permis la prospection des problèmes des zones de faible densité, des réalités de la crise des campagnes et de leur mutation, enfin du secteur du tourisme vert. Roger Béteille a également joué un rôle de consultant auprès de divers organismes d'aménagement du territoire.
L'ensemble de ces travaux a donné lieu à de nombreuses publications d'ouvrages et d'articles dans les revues spécialisées, telles Norois,  les Annales de Géographie, L'Espace géographique.

### L'écrivain
Roger Béteille a publié plusieurs essais, synthèses de son intérêt pour l'histoire et les faits de société, abordant en particulier la condition des femmes et les relations amoureuses dans les sociétés d'avant 1960.
En ce qui concerne la fiction, après un passage par le roman historique, Roger Béteille inscrit ses créations actuelles dans un cadre régional ancré dans le Massif central, dont assez souvent le Rouergue. Mais il déploie une grande diversité de sujets et de thèmes : destins personnels, sagas familiales, analyses intimistes.
Beaucoup de ces romans ont été l'objet d'un prix et d'une diffusion par les clubs de lecture : France Loisirs, Grand Livre du mois, Succès du livre.
Plusieurs prix ont couronné l’œuvre géographique et littéraire de Roger Béteille. Parmi les plus significatifs, on peut citer le Prix Sully Olivier de Serres pour ''La France du vide, le Prix Mémoire d'oc pour l'Orange aux girofles, le Prix Lucien Gachon pour Clarisse et, en 2011, le Prix du livre de Tourisme pour Balcons du sud, Causses, Cévennes, Margeride en collaboration avec la photographe Annabelle Chabert.

## Publications

### Récits, Romans
- Souvenirs d'un enfant du Rouergue, Paris, Éditions Hachette, coll. « Littérature », 1984, 278 p. (ISBN 978-2-01-009814-7)
- Les Fiancés de la liberté, Paris, Éditions Hachette, coll. « Littérature », 1986, 358 p. (ISBN 978-2-01-012215-6)
- Sel rouge, Rodez, France, Éditions du Rouergue, 1991, 319 p. (ISBN 978-2-905209-18-4)
- Fortune lointaine, Paris, Éditions Hachette, coll. « Littérature », 1991, 305 p. (ISBN 978-2-01-016093-6)
- L’Orange aux girofles, Rodez, France, Éditions du Rouergue, 2001, 297 p. (ISBN 978-2-7028-4627-8)- Prix Mémoire d’Oc, 2001[2]
- Le Parisien, Rodez, France, Éditions du Rouergue, 2002, 316 p. (ISBN 978-2-7028-7543-8)
- Les Chiens muets, Rodez, France, Éditions du Rouergue, 2003, 269 p. (ISBN 978-2-7028-8242-9)
- Le Mariage de Marie Falgoux, Rodez, France, Éditions du Rouergue, 2004, 238 p. (ISBN 978-2-84156-562-7)- Prix Emile Guillaumin 2004[2]
- Clarisse, Rodez, France, Éditions du Rouergue, 2005, 312 p. (ISBN 978-2-84156-645-7)- Prix Lucien Gachon 2006
 -  Prix Littéraire Seniors de la Ville de Thouars 2006[2]
- La Chambre d’en haut, Rodez, France, Éditions du Rouergue, 2006, 255 p. (ISBN 978-2-84156-732-4)
- La Maison sur la place, Rodez, France, Éditions du Rouergue, 2007, 316 p. (ISBN 978-2-84156-800-0)- Prix Panazo 2008[2]
- La Rivière en colère : roman, Rodez, France, Éditions du Rouergue, 2008, 317 p. (ISBN 978-2-84156-897-0)Prix littéraire du Salon du Livre du net 2009[2],[3]
- Noces bourgeoises, Rodez, France, Éditions du Rouergue, 2009, 334 p. (ISBN 978-2-8126-0072-2)
- Retour à Malpeyre, Rodez, France, Éditions du Rouergue, 2009, 281 p. (ISBN 978-2-8126-0006-7)- Prix Pierre Benoit, Académie du Languedoc
- La Pomme bleue, Rodez, France, Éditions du Rouergue, 2011, 275 p. (ISBN 978-2-8126-0185-9)- Prix Pierre-Jakez Hélias 2011, Association des écrivains bretons.
- La Faute de madame le maire, Rodez, France, Éditions du Rouergue, 2012, 336 p. (ISBN 978-2-8126-0310-5)
- La vengeance de Laura , Editions du Rouergue, 2014, 279 p.  (ISBN 978-2812606304)
- Le Chien de nuit, Éditions du Rouergue, 2014 , 327 p.  (ISBN 978-2-8126-0633-5)

- Cabri  d'or  2014
- Les Défricheurs de nouveaux mondes, Éditions du Rouergue, 2015, 384 p.  (ISBN 978-2-8126-0745-5)
- Les Pouvoirs de Jean, Éditions du Rouergue, 2016, 288 p.  (ISBN 978-2-8126-1123-0)
- Un homme en vue, Rouergue , 2018 , 272 p.  (ISBN 978-2-8126-1509-2)
- La dame de Sanglard , Editions du Rouergue , 2019 , 427 p.  (ISBN 978-2-8126-1814-7)

### Essais
- La vie quotidienne en Rouergue avant 1914, Paris, Éditions Hachette, 1974, 271 p.Prix Broquette-Gonin de l’Académie française
- Rouergue, terre d'exode, Paris, Éditions Hachette, 1978, 319 p. (ISBN 978-2-01-005080-0)Prix J. Weiss de l’Académie Française
- La Chemise fendue. Vie oubliée des femmes en Rouergue, Rodez, France, Éditions du Rouergue, 1992, 302 p. (ISBN 978-2-905209-39-9)
- Histoire du chien, Paris, PUF, coll. « Que sais-je », 1996, 127 p. (ISBN 978-2-13-048080-8)
- Les Semeurs d’avenir. Un Siècle d'aventure agricole en Aveyron, Rodez, France, Éditions du Rouergue, 2000, 365 p. (ISBN 978-2-84156-268-8)
- Éros en Rouergue, Rodez, France, Éditions du Rouergue, 2003, 220 p. (ISBN 978-2-84156-505-4)
- En Rouergue avant 1914, Pau, France, Éditions Cairn, coll. « La vie au quotidien », 2006, 271 p. (ISBN 978-2-35068-064-4)

### Géographie
- La France du vide, Paris, Éditions Litec, coll. « Géographie économique et sociale », 1981, 256 p. (ISBN 978-2-7111-0331-7)Prix Sully Olivier de Serres du Ministère de l’Agriculture
- La Population et le Social en France, Paris, Ellipse Marketing, coll. « Profils économiques », 1986, 160 p. (ISBN 978-2-7298-8612-7)
- La Charente, rivière de France, Toulouse, France, Privat, coll. « Rivières et vallées de France », 1994, 189 p. (ISBN 978-2-7089-9595-6)
- Lexique de géographie financière, Paris, Ellipse Marketing, 1996, 128 p. (ISBN 978-2-7298-9645-4)
- La Crise rurale, Paris, PUF, coll. « Que sais-je », 1997, 127 p. (ISBN 978-2-13-046646-8)
- L’Aveyron au XXe siècle, Rodez, France, Éditions du Rouergue, 1999, 352 p. (ISBN 978-2-84156-176-6)
- Solange Montagné-Villette et Roger Béteille, Le "Rural profond" français, Paris, Éditions CDU-Sedes, coll. « Géographie », 1986, 166 p. (ISBN 978-2-7181-9362-5)
- Le Tourisme vert, Paris, PUF, coll. « Que sais-je », 2000, 127 p. (ISBN 978-2-13-047691-7)

## Récompenses et distinctions

### Prix
- Roger Béteille est lauréat du prix Cabrol, décerné par la Société des lettres, sciences et arts de l'Aveyron, en 2012. Il a également obtenu le Prix Arverne 2012 pour son roman La Pomme bleue (Éditions du Rouergue).
- Il a reçu le Cabri d'or en 2014[4].

### Décorations
Roger Béteille a été promu officier des Palmes académiques.